# Drachten
Drachten ( nizozemska izgovorjava: [ˈdrɑxtə(n)] ()) je mesto na severu Nizozemske. Nahaja se v občini Smallingerland, Frizija. Januarja 2017  je imelo približno 45.186 prebivalcev in je drugo največje mesto v provinci Frizija.

## Zgodovina

### Začetki
Drachten se je začel kot majhna skupnost na vzhodni strani reke Drait (ali Dracht). Tam so zgodnji naseljenci začeli izsuševati zemljo, da bi jo uporabili za kmetijstvo. Ko je proces izsuševanja napredoval, so se prebivalci začeli seliti dlje proti vzhodu, da bi izsušeno zemljo — nekdanja šotišča — izkoristili za kmetijstvo .
Okoli leta 1200 je bila zgrajena majhna kamnita cerkev. Uporabljali so jo še 200 let pozneje, dokler narasle vode niso pregnale ljudi še dlje proti vzhodu.
Do leta 1550 so bile nizozemske zaloge šote izčrpane. Šota je postala pomemben vir energije ne le za zasebna gospodinjstva, ampak tudi za industrijo. Potrebe v hitro rastoči nizozemski provinci v 17. stoletju so bile večje, kot jih je lahko zagotovila Frizija. Večina transporta je potekala po vodi, pogosto z vlačilnimi ladjami. Izkoriščanje šote je za številne vasi pomenilo dobrodošlo dejavnost, čeprav se večina dohodka ni stekala v žepe težavnih izkopavalcev šote. Leta 1641 so kmetje v severnem in južnem Drachtenu sklenili sporazum z bogatimi prebivalci Haaga, »Drachten Associates«. Eden od teh dninarjev je bil haaški poslovnež Passchier Hendriks Bolleman. Sporazum je določal, da je bil izkop šote v Smallingerlandu namenjen nizozemski industriji. Za prevoz z ladjo je bilo treba zgraditi kanal Drachtster Compagnonsvaart in dva stranska kanala. V enem letu je vsak dan kopalo 800 delavcev. In tam, kjer so ljudje preživljali dneve, so sledili drugi dogodki, kot so stanovanja, skladišča, hostli in podjetja. Čeprav je bil gospodarski uspeh rezanja šote kratkotrajen (privedel je celo do finančnega propada Passchierja Bollemana), je spodbudil ustanovitev Drachtena.
Drachtstervaart je pripeljal ladje, ladje pa niso pripeljale samo povratnega tovora, ampak tudi lastno storitveno dejavnost: vrvarne, mizarske delavnice in kovačnice. Leta 1746 je bila na Langewijku ustanovljena prva prava ladjedelnica, sprva samo za gradnjo lesenih ploščadi, po letu 1895 pa tudi za ladje z železnim trupom. Leta 1902 je na Drachtstervaartu sledila druga ladjedelnica.

### Drachten raste
Ob kanalu so zgradili lokale, trgovine, ladjedelniške objekte in javne službe, kot je žičnica. Okoli leta 1830 je bila zgrajena mestna hiša, notar pa se je preselil iz bližnje Oudege v Drachten.
Industrija šote v Drachtenu je trajala 200 let. Ko se je končalo, so ostali revnejši delavci; nekateri so postali mali kmetje, a večina jih ni imela uspeha.

### Pospešena rast
V povojnem obdobju med letoma 1950 in 1991 je Drachten v povprečju naraščal za 1000 prebivalcev letno. K tej rasti je veliko prispeval prihod podjetja Philips. Danes v Drachtenu živi približno 45.000 ljudi; njegova glavna industrijska proizvodnja vključuje električne izdelke, transportno opremo, stroje, hrano, kemikalije in pohištvo.

## Geografija
Drachten se nahaja v občini Smallingerland na vzhodu province Frizije na severu Nizozemske. Leeuwarden je 35 km severozahodno, Groningen 45 km severovzhodno in Heerenveen 24 km jugozahodno.
Nahaja se ob vodni poti Wijde Ee, ki se izliva v večji Prinses Margriet Kanaal. Obkrožajo ga številna majhna mesta; njegovo okolje sestavljajo nižine z gozdovi in šotnimi barji ter bližnjimi jezeri.

## Kultura
V Drachtenu je gledališče De Lawei z glasbeno, plesno in dramsko šolo De Meldij. Tu sta tudi pop oder Iduna in kino De Bios.
Nočno življenje poteka predvsem v De Kadenu, soseski v središču, ki je razdeljena na dve ulici: Noordkade in Zuidkade. Soseska se nahaja v središču-zahodu in meji na okrožja: Noordoost, De Bouwen in De Wiken/oost. De Kaden je hkrati nakupovalno območje in zabaviščni center. De Kaden ima več kavarn/barov, diskotek, picerij, restavracij in okrepčevalnic. Muzej Drachten (imenovan tudi Muzej Dr8888) se nahaja v nekdanjem samostanu.